# レポート (アルバム)
『レポート』は、2017年4月19日にラストラム・ミュージックエンタテインメントより発売された、日本のバンド・Official髭男dismの3枚目のミニアルバム。

## 概要
前作『What's Going On?』より5ヶ月振りのリリース。ミニアルバムのリリースは『MAN IN THE MIRROR』から10ヶ月ぶり。
オンライン限定販売の初回限定盤と通常盤の2形態で発売され、初回限定盤には今作のデザインが施されたオリジナルタオルマフラーが付属された。また、タワーレコード・HMV・TSUTAYAで購入すると各店舗特典のステッカーも付属された。

## 収録曲

### CD
| 全作詞・作曲: 藤原聡。 |                                          |           |            |                                                    |                                    |      |
| #                      | タイトル                                 | 作詞      | 作曲・編曲 | 編曲                                               |                                    | 時間 |
| 1.                     | 「始まりの朝」                           | 藤原聡    | 藤原聡     | Official髭男dism                                   |                                    | 4:27 |
| 2.                     | 「犬かキャットかで死ぬまで喧嘩しよう！」 | 藤原聡    | 藤原聡     | Official髭男dism , 久保田真悟                      | ホーン・アレンジ: Official髭男dism | 3:41 |
| 3.                     | 「異端なスター」                         | 藤原聡    | 藤原聡     | Official髭男dism                                   |                                    | 4:49 |
| 4.                     | 「55」                                   | 藤原聡    | 藤原聡     | Official髭男dism                                   |                                    | 3:03 |
| 5.                     | 「Rolling」                              | 藤原聡    | 藤原聡     | Official髭男dism                                   |                                    | 3:29 |
| 6.                     | 「イコール」                             | 藤原聡    | 藤原聡     | Official髭男dism , 本澤尚之 , 宮田“レフティ”リョウ |                                    | 5:21 |
| 7.                     | 「Trailer」                              | 藤原聡    | 藤原聡     | Official髭男dism                                   |                                    | 3:58 |
| 合計時間:              | 合計時間:                                | 合計時間: | 合計時間:  | 28:48                                              |                                    |      |

## 楽曲解説
1. 始まりの朝
中京テレビ『前略、大徳さん』お天気コーナーBGM
藤原が高校時代、吹奏楽部での思い出を書いた楽曲。そのころに学んだ藤原のパーカッションのスキルを活かし、楽曲で使われている大太鼓やティンパニなどの打楽器を全部１人で演奏している。
ロックサウンドとクラシックのパーカッションを混ぜ合わせ、ドラムのバックビートを抜くも楽曲の疾走感を保つというアプローチに挑戦している[2]。
音楽番組「関ジャム 完全燃SHOW」の2017年6月18日放送回（『プロが選ぶ【2017年上半期ベストソング】』（2017年1月から6月までにリリースされた曲の中から、いしわたり淳治、蔦谷好位置、tofubeatsの3名が5曲ずつを選び紹介する企画））で、蔦谷好位置が楽曲を3位にあげた。急遽公式YouTubeチャンネルにはこれを受けて同曲の音源がアップされた[3]。
2. 犬かキャットかで死ぬまで喧嘩しよう！
夫婦間の些細な喧嘩にフューチャーしたウェディングソング。コーラスにガールズバンド・赤い公園を迎えている。
2017年3月17日にミュージックビデオが、同年9月7日にライブビデオが公開されている。
以前、藤原が友達の結婚式に初めて参列したとき、新郎新婦の登場の際にバンドの楽曲「Clap Clap」をかけてくれたことに感動し、そのような幸せなときに使ってもらえる曲をもっと書けたらと思って生まれた楽曲[2][4]。
楽曲についてGt.小笹は「間奏で猫の鳴き声のようなギターを弾いていたり、全てのサウンドに遊び心があるハッピーな楽曲になりました。」と語っている[5]。
3. 異端なスター
2015年ごろから存在している楽曲であり、2017年1月には音源化前にスタジオライブ映像が公開されている。
藤原がバンドを結成してボーカルを始めようとした時、藤原が歌うことに否定的な意見を言われたことがきっかけで作られた楽曲[5]。
ライブの定番曲であり、年々アレンジがされて演奏されている。
Billboard JAPANが発表するストリーミング・チャート「Billboard Japan Streaming Songs」において、2019年から2020年にかけて複数週トップ100にランクインしていた。2020年4月20日付のチャートでは最高位である77位にランクインしている[6]。
4. 55
打ち込み主体の曲で、曲中ではメンバーがラップに挑戦している。
冒頭の「ボンッ」という声は「What's Going On?」の間奏で使われた掛け声をサンプリングして使われている。
5. Rolling
藤原がひとり暮らしをしていた頃にひどく憂鬱に襲われた夜のことをテーマに、不安に押し潰されそうになっている情けなさ・辛さを打ち破るためのメッセージを込めた楽曲[2]。
「曲の途中からは敢えてメトロノームを切って、リズムが走ってもいい」といった、これまでのサウンドに比べて大きく挑戦した作り方をした楽曲。
6. イコール
藤原が地元の銀行で営業マンとして働いてたときに感じた社会の不条理を扱ったバラードナンバー[7]。
アレンジに本澤尚之 , 宮田“レフティ”リョウを、ストリングスの演奏に 越川歩（ヴァイオリン） と生野正樹（ヴィオラ）を迎えている。
7. Trailer
村上春樹の小説『1Q84』やジャスティン・ビーバーの楽曲『Love Yourself』などからインスピレーションを受けて作られた楽曲。
タイトル「Trailer」には映画のフィルムの余白、次回予告という意味があり、これは次のフルアルバム『エスカパレード』の一曲目「115万キロのフィルム」につながっている。

## 参加ミュージシャン
- Official髭男dism：Additional Programming (#3)
  - 藤原聡：Vocal , Piano , Programming (#1,2,4,5,7) , Percussion (#1,2,4,5,7)
  - 小笹大輔：Guitar , Chorus
  - 楢﨑誠：Bass , Chorus , Baritone Sax (#4)
  - 松浦匡希：Drums , Chorus , Percussion (#1,2,4,5,7)
- 赤い公園：Chorus (#2)
- 久保田真吾 (Jazzin' park)：Additional Programming (#3)
- 原田知斉：Sax (#3)
- 湯本淳希：Trumpet (#3)
- 原田彩香：Trombone (#3)
- 本澤尚之：Programming (#6)
- 越川歩：Violin (#6)
- 生野正樹：Viola (#6)